# Thomas Warburton
Thomas Henry Warburton, född 4 mars 1918 i Vasa, död 18 december 2016 i Helsingfors, var en finlandssvensk författare och översättare.

## Biografi
Efter studier vid Helsingfors universitet verkade Warburton som förlagsredaktör och litterär chef (1943–1981) vid Schildts förlag i Helsingfors. Han var medlem av redaktionen för kulturtidskriften Nya Argus 1950–1976.
Warburton översatte såväl anglosaxiska (bl.a. William Shakespeare, James Joyce, George Orwell, Laurence Sterne, William Faulkner och Edgar Lee Masters) som finska författare (bl.a. Aleksis Kivi, Eino Leino, Mika Waltari och Volter Kilpi) till svenska. Hans främsta översättningar var James Joyces Odysseus  och Volter Kilpis I salen på Alastalo.
Warburton översatte Joyces Odysseus till svenska för första gången 1946. Han stod också för den reviderade nyöversättningen där hänsyn tagits till modern James Joyce-forskning. Man beräknar att denna nyöversättning innehåller över 4 000 ändringar. Han översatte även Dylan Thomas pjäs Under Milk Wood (Intill mjölkhagen) (1958).
År 2003 skrev Warburton om sin drygt sextioåriga erfarenhet av översättning i boken Efter 30 000 sidor. Från en översättares bord – ett värv som han liknar vid rörmokarens:
| ”                                                                  | Översättaren är en sorts hantverksskrivare, som helt enkelt används för att sköta en bit av den litterära kommunikationen, en litteraturens rörmokare. Och sådana är nyttiga och bra, om de kan sitt yrke, och utan dem skulle allas vår vattentillgång inte alls vara vad den är och vad vi behöver. | „ |
| – Thomas Warburton: Efter 30 000 sidor. Från en översättares bord. | |   |

## Priser och utmärkelser
- 1957 – Svenska Akademiens översättarpris
- 1967 – Elsa Thulins översättarpris
- 1976 – Tollanderska priset
- 1979 – Letterstedtska priset för översättningen av William Faulkners En legend
- 1982 – Hedersdoktor vid Helsingfors universitet
- 1997 – De Nios översättarpris
- 1997 – Eino Leino-priset
- 1997 – Finlandspriset
- 1998 – Pro Finlandia-medaljen[4]
- 2001 – Svenska Akademiens Finlandspris